# Борисовский сельсовет (Липецкая область)
Бори́совский сельсове́т — сельское поселение в Добровском районе Липецкой области. 
Административный центр — село Борисовка.

## История
В соответствии с законом Липецкой области №114-оз «О наделении муниципальных образований в Липецкой области статусом городского округа, муниципального  района, городского и сельского поселения» от 2 июля 2004 года Борисовский сельсовет наделён статусом сельского поселения.

## Население
| 2010  | 2012  | 2013  | 2014  | 2015  | 2016  | 2017  |
| ----- | ----- | ----- | ----- | ----- | ----- | ----- |
| 1138  | ↘1120 | ↗1183 | ↗1220 | ↘1218 | →1218 | ↗1229 |
| 2018  | 2021  |       |       |       |       |       |
| →1229 | ↗1530 |       |       |       |       |       |

## Состав сельского поселения
| № | Населённый пункт | Тип населённого пункта       | Население |
| - | ---------------- | ---------------------------- | --------- |
| 1 | Борисовка        | село, административный центр | ↘870      |
| 2 | Липовка          | село                         | ↘241      |
| 3 | Малоозёрский     | посёлок                      | 27        |